# Église Saint-André de Saint-André-de-Buèges
L'église Saint-André est une église romane située à Saint-André-de-Buèges dans le département français de l'Hérault en région Occitanie.

## Localisation
L'église est située à Saint-André-de-Buèges, minuscule village d'une cinquantaine d'habitants situé dans la vallée de la Buèges, dans le nord du département de l'Hérault, à une cinquantaine de kilomètres au nord-ouest de Montpellier.
La vallée de la Buèges abrite deux autres remarquables églises romanes : l'église Notre-Dame de Pégairolles-de-Buèges et l'Église de la Nativité-de-Saint-Jean-Baptiste de Saint-Jean-de-Buèges.

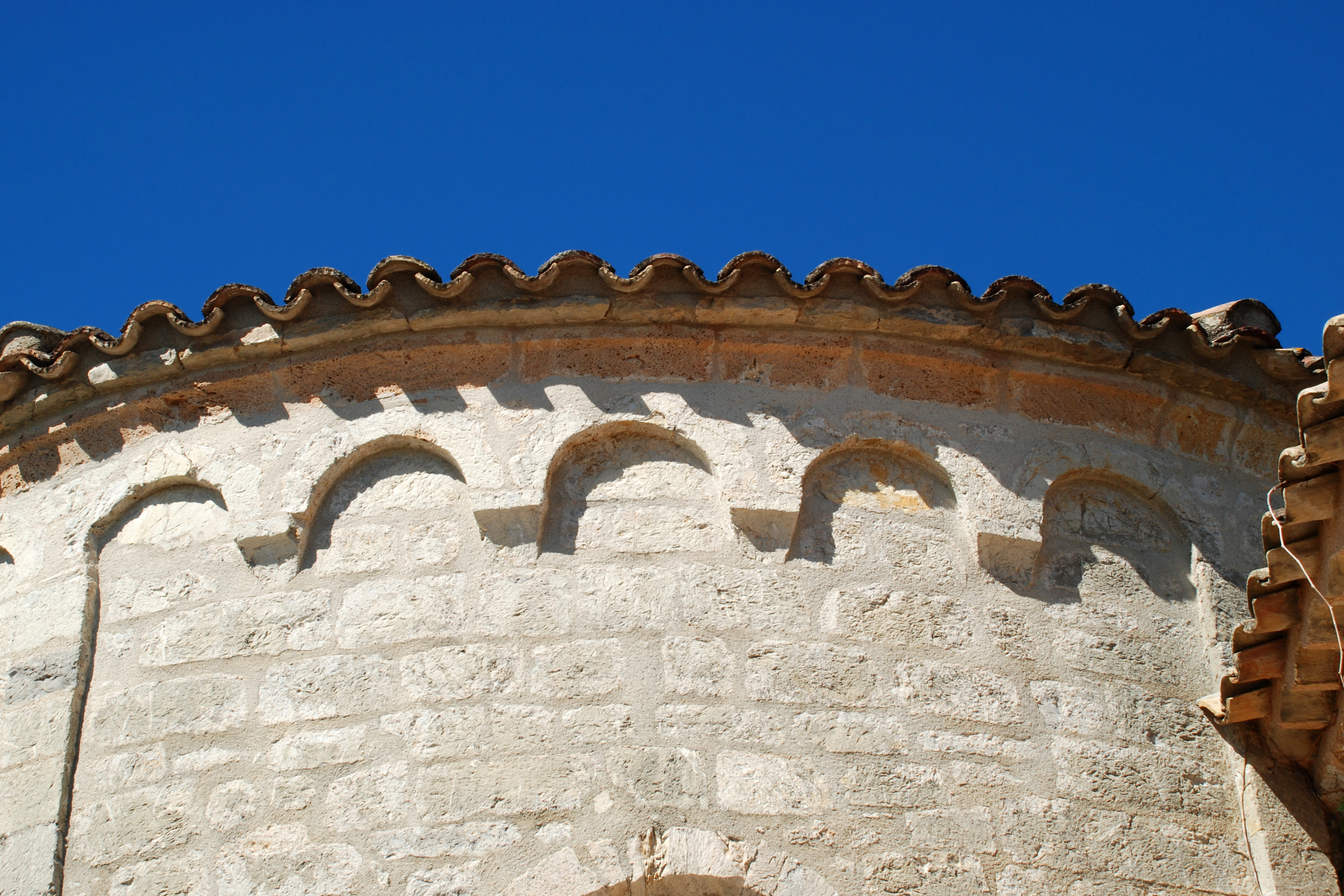
Arcatures du chevet.

## Historique
Une église Saint-André existait déjà à Saint-André-de-Buèges en l'an 804 car la localité était alors appelée In villa Rohas ecclesia S. Andree dans le cartulaire de Saint-Guillem mais, selon l'archiviste Eugène Thomas, il fallait lire en fait Bohas ou Boias et non Rohas.
L'église actuelle fut construite au XIIe siècle : elle était appelée Parrochia S. Andree de Boia en 1122 dans le cartulaire de Gellone.
Elle fait l'objet d'une inscription au titre des monuments historiques depuis le 21 décembre 1925.

## Architecture

### Structure et maçonneries
L'église est un édifice de taille moyenne, à nef unique et à chevet semi-circulaire, flanqué au sud d'une petite extension rectangulaire d'époque plus tardive.
Elle est recouverte de tuiles et édifiée en pierre de taille, assemblée en appareil irrégulier et percée de nombreux trous de boulin (trous destinés à ancrer les échafaudages).

### Le chevet
L'église de Saint-André-de-Buèges possède un beau chevet de style roman lombard.
Ce chevet, percé d'une fenêtre absidiale unique, est orné de bandes lombardes composées d'arcades groupées par cinq. Chaque arcade repose soit sur un modillon géométrique très simple soit sur une lésène (pilastre plat sans base ni chapiteau).
Le pignon qui surmonte le chevet est percé d'un oculus circulaire.
La jonction entre le chevet et la nef est assurée par une travée de chœur, de même hauteur que le chevet, ornée de trois arcatures.

Le chevet
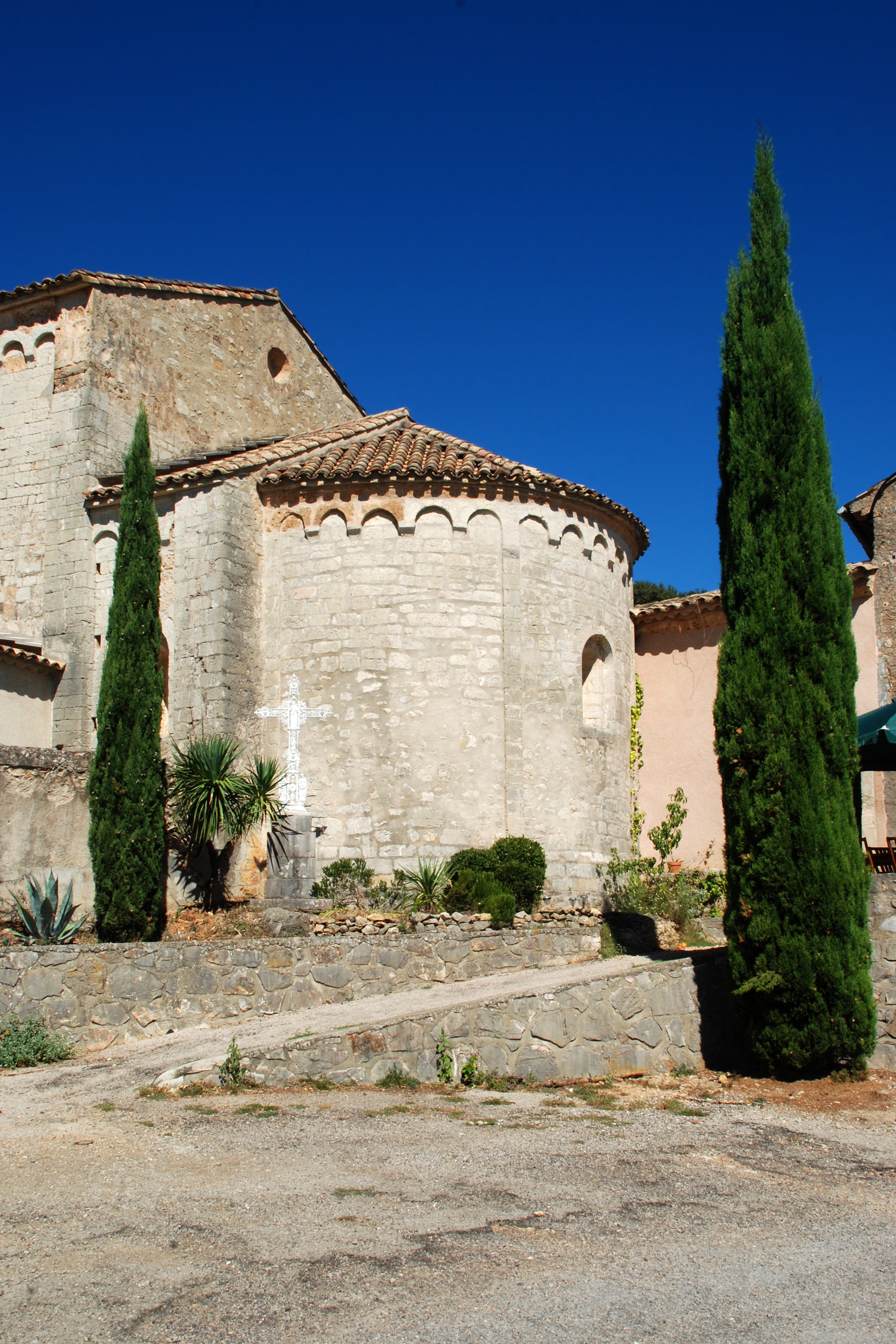
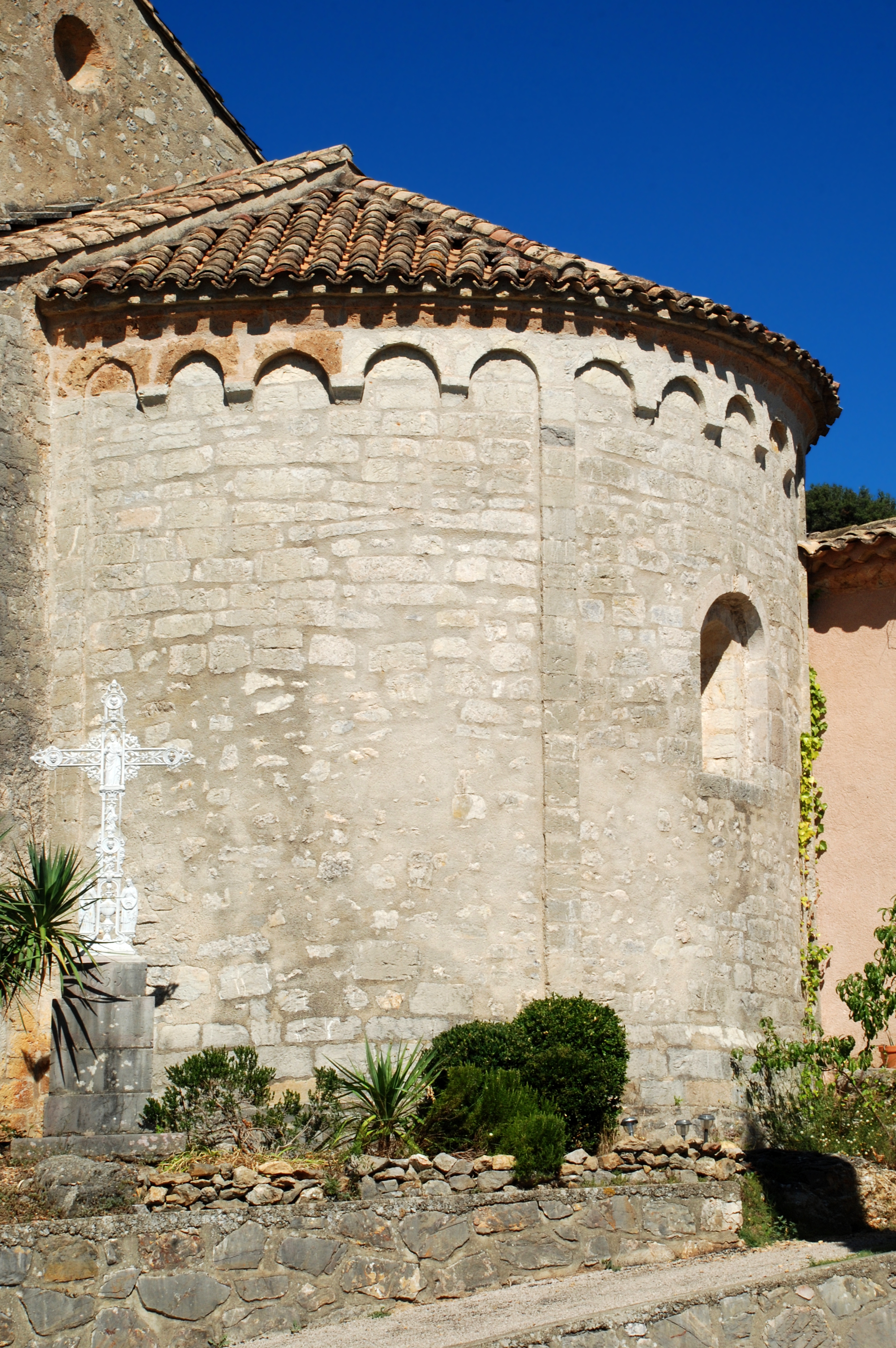
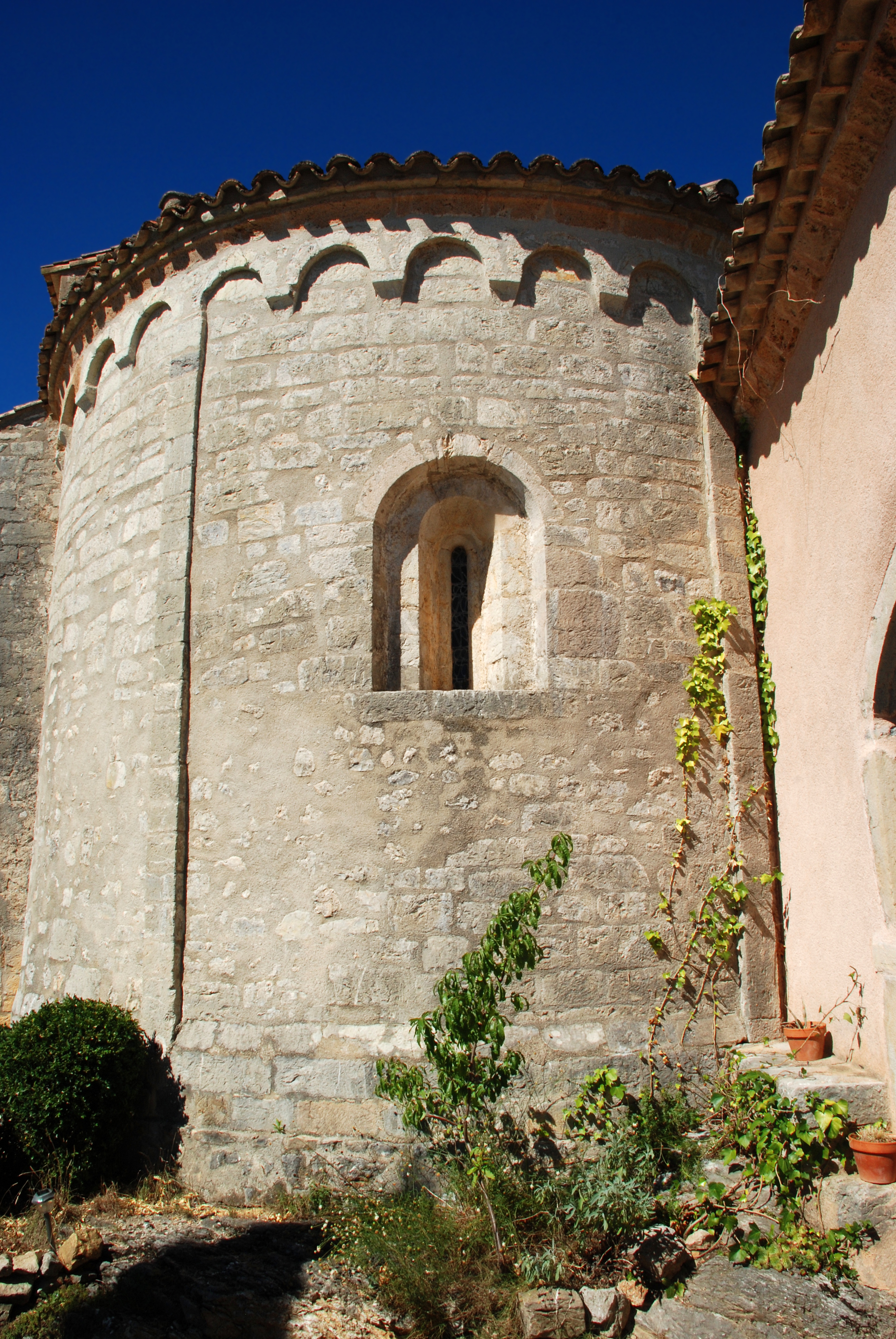

### Les façades latérales

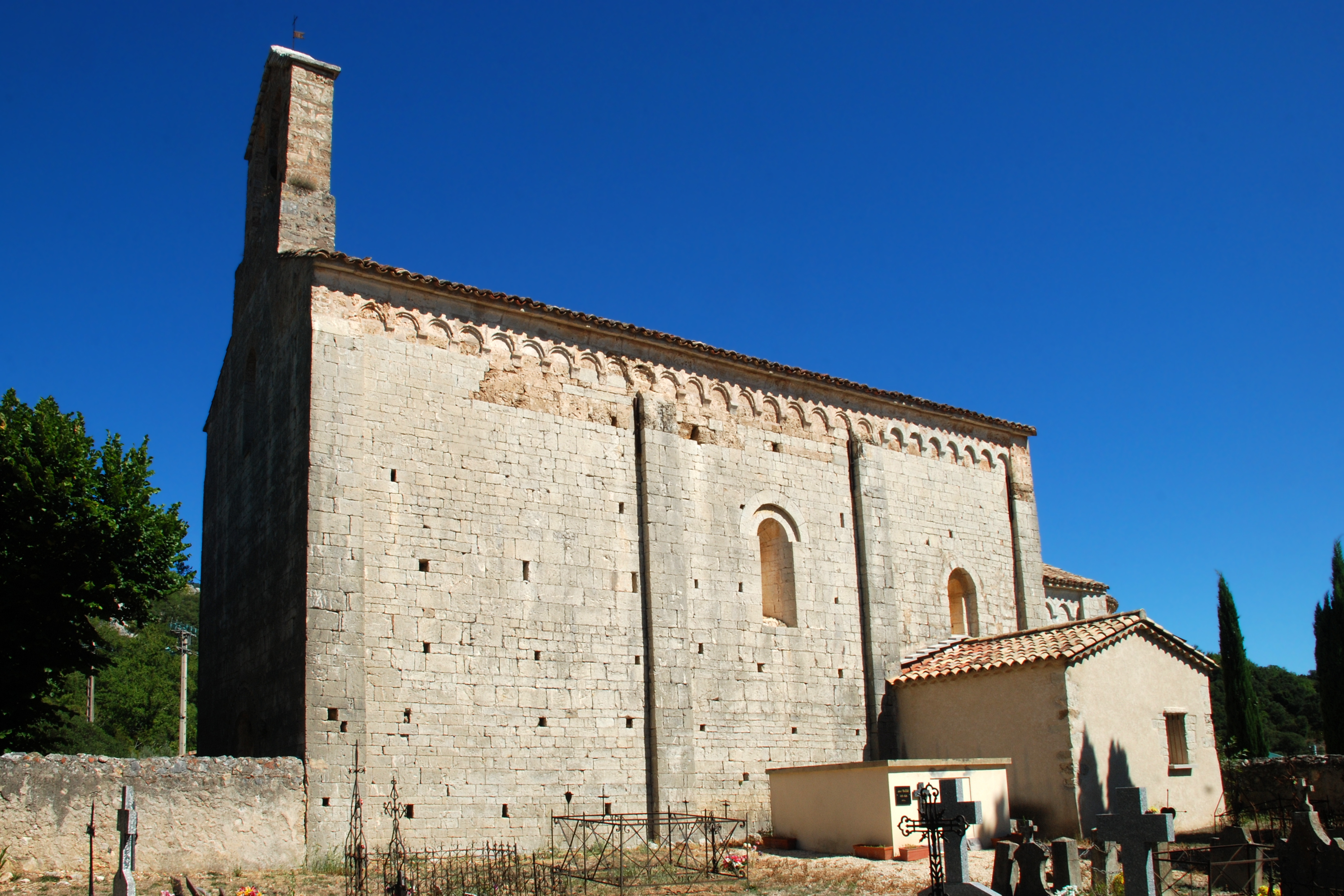
La façade méridionale.

Les façades méridionale et septentrionale sont ornées chacune d'une frise de 26 arcatures à modillons géométriques et sont rythmées par quatre hauts pilastres, qui font saillie par rapport aux arcatures.
La façade septentrionale n'est percée d'aucune fenêtre (mais bien d'une petite porte cintrée).
La façade méridionale, par contre, est percée de deux baies cintrées, dont l'une possède la particularité d'être à simple ébrasement mais de posséder un arc cintré à double voussure.

### La façade occidentale

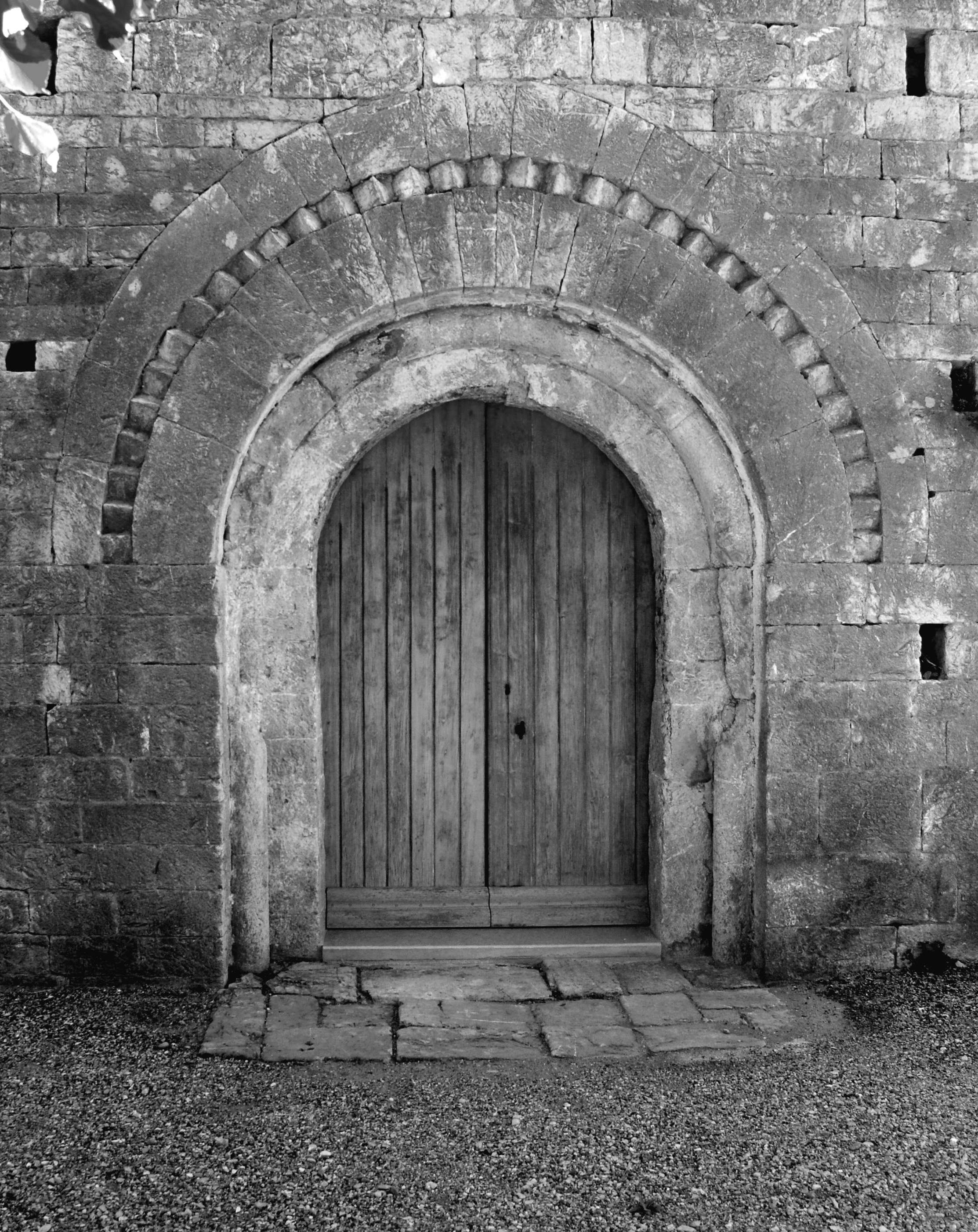
Le portail occidental et sa frise de dents d'engrenage.

La façade occidentale, surmontée d'un clocher-mur à deux baies campanaires, présente un remarquable portail à double ébrasement, colonnes et arc torique, dont la voussure externe possède des « claveaux plus étroits à la base qu'au sommet (aux sommiers qu'à la clé) » donnant à l'extrados un aspect légèrement brisé, comme à Brissac, Saint-Jean-de-Buèges et Pégairolles-de-Buèges.
Mais à la différence de ces autres églises, la voussure externe est ici ornée d'une frise de dents d'engrenage insérée à mi-hauteur des claveaux.